# Kanakapura
Kanakapura är en ort i Indien.   Den ligger i distriktet Ramanagara och delstaten Karnataka, i den södra delen av landet, 1 800 km söder om huvudstaden New Delhi. Kanakapura ligger 636 meter över havet och antalet invånare är 50 752.
Terrängen runt Kanakapura är platt västerut, men österut är den kuperad. Runt Kanakapura är det tätbefolkat, med 266 invånare per kvadratkilometer. Trakten runt Kanakapura består till största delen av jordbruksmark.